# Hibiscus convolvulaceus
Hibiscus convolvulaceus är en malvaväxtart som beskrevs av Justus Carl Hasskarl. Hibiscus convolvulaceus ingår i Hibiskussläktet som ingår i familjen malvaväxter. Inga underarter finns listade i Catalogue of Life.